# Ligne de Montluçon à Saint-Sulpice-Laurière
La ligne de Montluçon à Saint-Sulpice-Laurière est une ligne de chemin de fer française à voie normale ; orientée globalement est-ouest, elle constitue une liaison d'ordre régional entre Limoges et Montluçon.
Elle constitue la ligne 702 000 du réseau ferré national.

## Histoire
À la suite de la déconfiture financière de la Compagnie du chemin de fer Grand-Central de France, son démantèlement est organisé en 1857 au profit de la Compagnie du chemin de fer de Paris à Orléans et de la constitution de la Compagnie des chemins de fer de Paris à Lyon et à la Méditerranée. Dans ce cadre, la Compagnie du chemin de fer de Paris à Orléans reçoit, à titre complémentaire, notamment la concession à titre éventuel d'une ligne « de Montluçon à Limoges, passant par ou près de Guéret, et se raccordant à la ligne de Châteauroux à Limoges, en un point à déterminer au sud de La Souterraine » par une convention signée le 11 avril 1857 avec le ministre des Travaux publics. Cette convention est approuvée par décret le 19 juin 1857.
La ligne est déclarée d'utilité publique, comme liaison transversale entre Montluçon et Limoges, par décret impérial le 14 juin 1861.
La loi du 17 juillet 1879 (dite plan Freycinet) portant le classement de 181 lignes de chemin de fer dans le réseau des chemins de fer d’intérêt général retient en n° 105, une ligne de « Lavaud-Franche à la ligne de Montluçon à Eygurande, par ou près de Chambon ». Cet embranchement ne sera finalement jamais réalisé.

## Caractéristiques

### Ouvrages d'art
Le tablier du viaduc ferroviaire de Busseau-sur-Creuse est le premier viaduc ferroviaire entièrement métallique, avec blocs de fondations des piles et culées d'accès en maçonnerie, construit en France. Pour exporter la houille des mines de Lavaveix-les-Mines, il fallait traverser la vallée de la Creuse. C'est ainsi que cet ouvrage de 337 mètres de long et de 56 mètres de haut a vu le jour. Ce n'est pas Gustave Eiffel mais deux ingénieurs français, Llyold et Nordling, qui l'ont conçu. La construction s'est déroulée de janvier 1864 à février 1865 et a mobilisé une centaine d'ouvriers creusois.

### Vitesses limites
Tableau des vitesses limites de la ligne en 2013, en sens impair (certaines catégories de trains, comme les trains de marchandises, possèdent parfois des limites plus faibles) :
| De (PK)                         | À (PK)                              | Limite (km/h) |
| ------------------------------- | ----------------------------------- | ------------- |
| Montluçon (PK 326,548)          | Huriel (PK 335,200)                 | 95            |
| Huriel (PK 335,200)             | Lavaufranche (PK 355,603)           | 105           |
| Lavaufranche (PK 355,603)       | Busseau-sur-creuse (PK 389,756)     | 110           |
| Busseau-sur-creuse (PK 389,756) | (PK 397,250)                        | 105           |
| (PK 397,250)                    | (PK 414,600)                        | 90            |
| (PK 414,600)                    | (PK 422,800)                        | 100           |
| (PK 422,800)                    | (PK 439,600)                        | 110           |
| (PK 439,600)                    | Saint-Sulpice-Laurière (PK 448,630) | 90            |

## Depuis 2000
Cette ligne était constituante d'une liaison de Lyon à Bordeaux par le nord du massif central, longtemps assurée par turbotrain.
La région Limousin et la région Auvergne avaient signé des plans « rail » consistant à remettre à niveau les infrastructures comme entre Saint-Sulpice-Laurière et Guéret où la voie est en grande partie refaite en 2010 et la signalisation modernisée en 2012, ce qui représente un montant de 25 millions d'euros. En Auvergne, cette remise à niveau a concerné la section de voie Lavaufranche - Saint-Germain-des-Fossés pour un montant de 33 millions d'euros.
La Région Limousin et l'État avaient décidé de cofinancer à hauteur d'un million d'euros une étude concernant l'électrification de la ligne Limoges - Montluçon et la possibilité de faire circuler un matériel bi-mode diésel/électrique. pas encore réalisée par RFF.[Passage à actualiser]
Le projet Railcoop devait relier les villes de Bordeaux et Lyon en moins de sept heures et en desservant les gares de Saint-Sulpice-Laurière, Guéret et Montluçon. Prévu initialement pour un lancement en 2024, le projet a été repoussé puis abandonné à la suite d'une décision de mise en liquidation judiciaire en avril 2024 de la coopérative qui était à l'origine du projet.

### Aujourd'hui
La ligne est empruntée par des TER Nouvelle-Aquitaine assurent la connexion entre Limoges et Montluçon. Le trajet entier prend 2h10. Il désert les arrêts de: Ambazac, Saint-Sulpice-Laurière (changement de sens), Marsac, Vielleville, Montaigut, Guéret (Correspondence pour Aubusson), Busseau-sur-Creuse, Parsac-Gouzon, Lavaufranche, Huriel.

## Aperçu
Toute la ligne est en voie unique avec croisement des trains dans certaines gares.

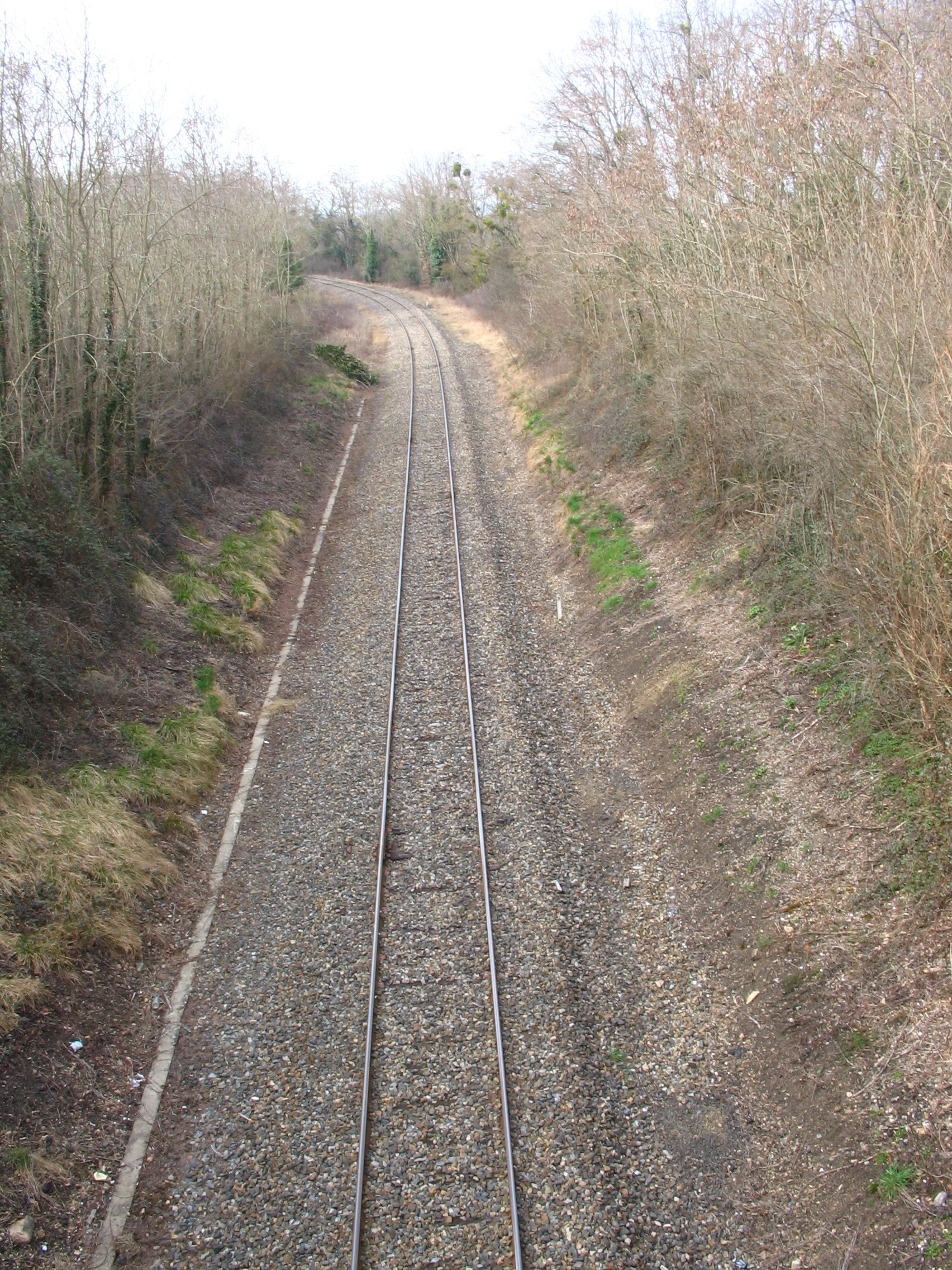
Vue de la partie bourbonnaise (voie unique).
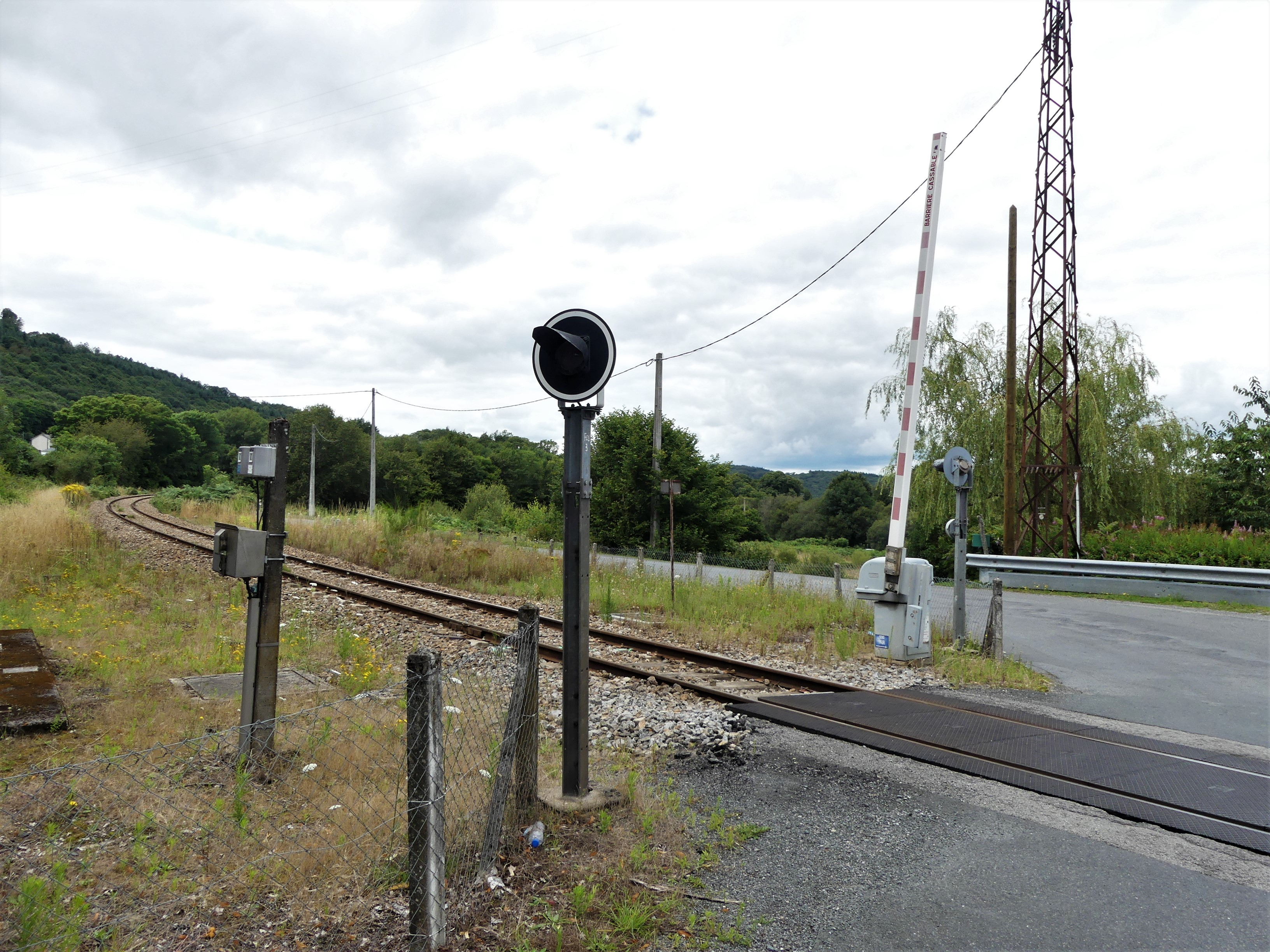
Au passage à niveau de Saint-Sulpice-le-Guérétois, au lieu-dit les Coussières.